# 경민비즈니스고등학교
경민비즈니스고등학교(慶旼비즈니스高等學校)는 대한민국 경기도 의정부시 가능동에 있는 사립 고등학교이다.

## 학교 연혁
- 1968년 2월 10일 : 학교법인 경민학원 설립인가, 초대 이사장 홍우준 박사 취임
- 1974년 1월 7일 : 경민여자상업고등학교 설립인가(21학급)
- 1984년 3월 6일 : 산업체 특별학급 설치
- 1996년 10월 1일 : 제5대 이사장 홍문종 박사 취임
- 1997년 10월 9일 : 독립문(교문) 준공식
- 1998년 6월 10일 : 경민여자정보산업고등학교 교명 변경
- 2009년 3월 1일 : 경민여자정보고등학교로 교명 변경, 사무자동화과를 중국마케팅과로 변경
- 2012년 3월 1일 : 경민비즈니스고등학교로 교명 변경, 학과개편(관광비즈니스과 3학급, 국제비즈니스과 3학급, 복지비즈니스과 3학급)
- 2023년 3월 2일 : 학과개편(뷰티케어과 1학급, 온라인창업마케팅과 2학급)
- 2024년 3월 4일 : 김미라 교장 취임

## 설치 학과
- 관광비즈니스과
- 국제비즈니스과
- 뷰티케어과
- 복지비즈니스과
- 온라인창업마케팅과

## 참고 자료
- 경민비즈니스고등학교 - 한국교육학술정보원 학교알리미